# Gonçalo de Sintra
Gonçalo de Sintra est un navigateur portugais du XVe siècle.
Aux alentours de 1444-1445, Henri le Navigateur lui confie le commandement d'une Caravelle avec mission d'accoster en Guinée. Attiré par le bénéfice réalisé par son prédécesseur Lançarote de Lagos dans le commerce d'esclaves, Gonçalo de Sintra désobéit aux ordres pour effectuer des raids sur les côtes africaines. Il connaît peu de succès et est tué dans une embuscade dans l'ile de Nair.